# Csanytelek
Csanytelek  este un sat în districtul Csongrád, județul Csongrád, Ungaria, având o populație de 2.878 de locuitori (2011). 

## Demografie
Componența etnică a satului Csanytelek
     Maghiari (96,12%)
     Romi (2,43%)
     Necunoscut (0,37%)
     Alții (1,08%)
Componența confesională a satului Csanytelek
     Romano-catolici (63,86%)
     Fără religie (12,82%)
     Reformați (2,68%)
     Necunoscută (20,05%)
     Alte religii (1,25%)
Conform recensământului din 2011, satul Csanytelek avea 2.878 de locuitori. Din punct de vedere etnic, majoritatea locuitorilor (96,12%) erau maghiari, cu o minoritate de romi (2,43%). Apartenența etnică nu este cunoscută în cazul a 0,37% din locuitori.  Din punct de vedere confesional, majoritatea locuitorilor (63,86%) erau romano-catolici, existând și minorități de persoane fără religie (12,82%) și reformați (2,68%). Pentru 20,05% din locuitori nu este cunoscută apartenența confesională.